# Anders Stuart den äldre
Anders Stuart den äldre, född i Skottland, död 27 december 1640, var en svensk befallningsman, ståthållare och häradshövding.

## Biografi
Anders Stuart föddes i Skottland. Han var son till Johannes Stuart och Agneta Forbes samt bror till Hans Stuart. Stuart flyttade 1592 till Sverige och blev kammarjunkare och hovjunkare hos Hertig Karl. Fick 10 december 1599 av hertig Karl i donation Lagerlunda, Kärna socken, vilket gods förverkats av Töres Haraldsson (Stålhandske). Han blev befallningsman på Fellin i Livland 19 november 1600 och ståthållare på Dorpat 1602. Stuart blev häradshövding i Norra Möre härad 16 juni 1604 och överste för Östgöta fotfolk 29 juli 1605. År 1611 var han legat till Ryssland och 1633 hovmästare hos pfalzgreven Johan Kasimir av Pfalz-Zweibrücken. Stuart avled 1640 och begravdes i Vists kyrka.
År 1624 var han kistbärare vid Prinsessan Kristina Augustas likfärd.

### Egendom
Han ägde gården Stavsäter i Vists socken och Lida gård i Kvillinge socken.

### Familj
Stuart gifte sig i Livland med Elisabeth Anrep, dotter av Adolf Anrep och Gertrud von Nieroth. De fick tillsammans barnen Carl Stuart, kommendanten Johan Adolph Stuart (1603–1666) på Johannisborg, fänriken Anders Stuart (död 1637) vid Östgöta fotfolk, Christina Stuart som var gift med översten Herbert Gladtsten och Catharina Stuart (1622–1699) som var gift med kornetten Anders Rosenstråle.